# Tom Deininger
Tom Deininger (* 29. September 1950 in München; † 22. Juli 2022 in Berlin) war ein deutscher Schauspieler, Radiomoderator und Synchronsprecher.

## Leben
Deininger war einer der ersten Moderatoren beim ersten privaten Berliner Radiosender Hundert,6. Zuletzt war er der „Geschichten-Bär“ bei Radio Teddy. Er war Schauspieler an der Berliner Tribüne und an der Komödie am Kurfürstendamm. Ab 2001 trat Deininger auch am Berliner Kriminal Theater in Agatha Christies Stücken Die Mausefalle und Zeugin der Anklage sowie in der Krimi-Revue Der Mörder ist immer der Gärtner auf. 2005 wirkte er in dem Film Polly Blue Eyes mit.
Deininger synchronisierte unter anderem in der Zeichentrickserie Käpt’n Balu und seine tollkühne Crew die Rolle des Käpt’n Balu, in Ein Käfig voller Helden den Feldwebel Hans Georg Schultz und in The Munsters Herman Munster. Außerdem lieh er in der Serie Mein Vater ist ein Außerirdischer Onkel Beano seine Stimme. Er synchronisierte in einer Reihe von Zeichentrickserien: In Digimon sprach er die Rolle des Etemon, in Dragonball Z Freezers Vater King Cold und in Willkommen in Gravity Falls den Autoverkäufer Bud Gleeful. In der Hörspielreihe Die kleine Schnecke Monika Häuschen sprach er den Gartenbesitzer  Bertram (Erzähler), 2017 musste er diesbezüglich aus gesundheitlichen Gründen weitgehend zurücktreten, ersetzt wurde er durch Monika Deininger, den Monika Häuschen Zuhörern wurde erzählt, Bertram wäre auf einer längeren Weltreise. 
Tom Deininger starb am 22. Juli 2022 im Alter von 71 Jahren in Berlin.

## Filmografie (Auswahl)
- 1978: Plattenküche
- 1987: Frankobella: Sketchshow mit Frank Zander
- 1990: Hals über Kopf (Kinderserie, Episode: Faule Früchte als Obstmann)
- 1998: Gute Zeiten, schlechte Zeiten (Fernsehserie, eine Folge)
- 1998: Im Namen des Gesetzes (Fernsehserie, eine Folge)
- 2005: Löwenzahn (Kinderserie, Episode: Peter haut den Stein)
- 2005: Küstenwache (Fernsehserie, eine Folge)
- 2005: Alles Atze (Fernsehserie, eine Folge)
- 2005: Polly Blue Eyes

## Synchronrollen (Auswahl)
Wayne Knight
- 1992: Zweischneidig als Tommy White
- 1992: Basic Instinct als John Correli
- 1997: Zum Teufel mit den Millionen als Bob Lachman
- 2001: Rat Race – Der nackte Wahnsinn als Zack Mallozzi

Stuart Pankin
- 1994: Das Schweigen der Hammel als Insp. Pete Putrid
- 1997: Liebling, jetzt haben wir uns geschrumpft als Gordon Szalinski
- 1998: Babylon 5: Der Fluss der Seelen als James Riley

Tom Deininger
- 1985: Der 4½ Billionen Dollar–Vertrag als Concierge
- 1985: Gotcha! – Ein irrer Trip als Hawker

Joe Alaskey
- 1989–1991: Mein Vater ist ein Außerirdischer als Beano Froelich
- 1992–1994: Arielle, die Meerjungfrau (Zeichentrickserie) als Langustengustel

### Filme
- 1983: Magic Touch – Renato Pozzetto als Andrea Ferrini
- 1987: Withnail und ich – Richard Griffiths als Monty
- 1988: Der Prinz aus Zamunda – Paul Bates als Oha
- 1988: Funny Farm – Mike Starr als Crocker
- 1989: Caged Fury – Bestien hinter Gittern – Beano als Tony "Two A Day" Tarentino
- 1990: Gauner gegen Gauner – Jean Benguigui als Cesarini
- 1995: Magic Island – Abraham Benrubi als Duckbone
- 1996: Invasion aus dem All – Carlos Carrasco als Fox
- 1999: Big Daddy – Josh Mostel als Arthur Brooks
- 2001: Jagdgründe des Verbrechens – George Dzundza als Lloyd
- 2003: Dreamcatcher – C. Ernst Harth als Barry Neiman
- 2008: Otis – Bostin Christopher als Otis Broth
- 2008: Slumdog Millionär – Saurabh Shukla als Sergeant Srinivas
- 2009: Year One – Aller Anfang ist schwer – Oliver Platt als Hohepriester
- 2012: Fast verheiratet – Brian Posehn als Tarquin

### Serien
- 1986: Hart aber herzlich – George Wendt als Sgt. Tate
- 1990: Hart aber herzlich – Barney Martin als Reverend Tyson
- 1990–1991: Käpt’n Balu und seine tollkühne Crew – Ed Gilbert als Balu
- 1994: Space Rangers – Richard Grove als Isogul
- 2008–2010: The Wire – Robert F. Chew als Joseph 'Proposition Joe' Stewart
- 2010: Ghost Whisperer – Stimmen aus dem Jenseits – George Wendt als George der Klempner
- 2010–2013: Big Time Rush – David Anthony Higgins als Reginald Bitters
- 2011–2013: Body of Proof – Windell Middlebrooks als Dr. Curtis Brumfield
- 2012–2015: Willkommen in Gravity Falls – Stephen Root als Bud Gleeful
- 2013: Die Biene Maja als Motz
- 2013: Wickie und die starken Männer als Faxe